# Wendisch Rietz

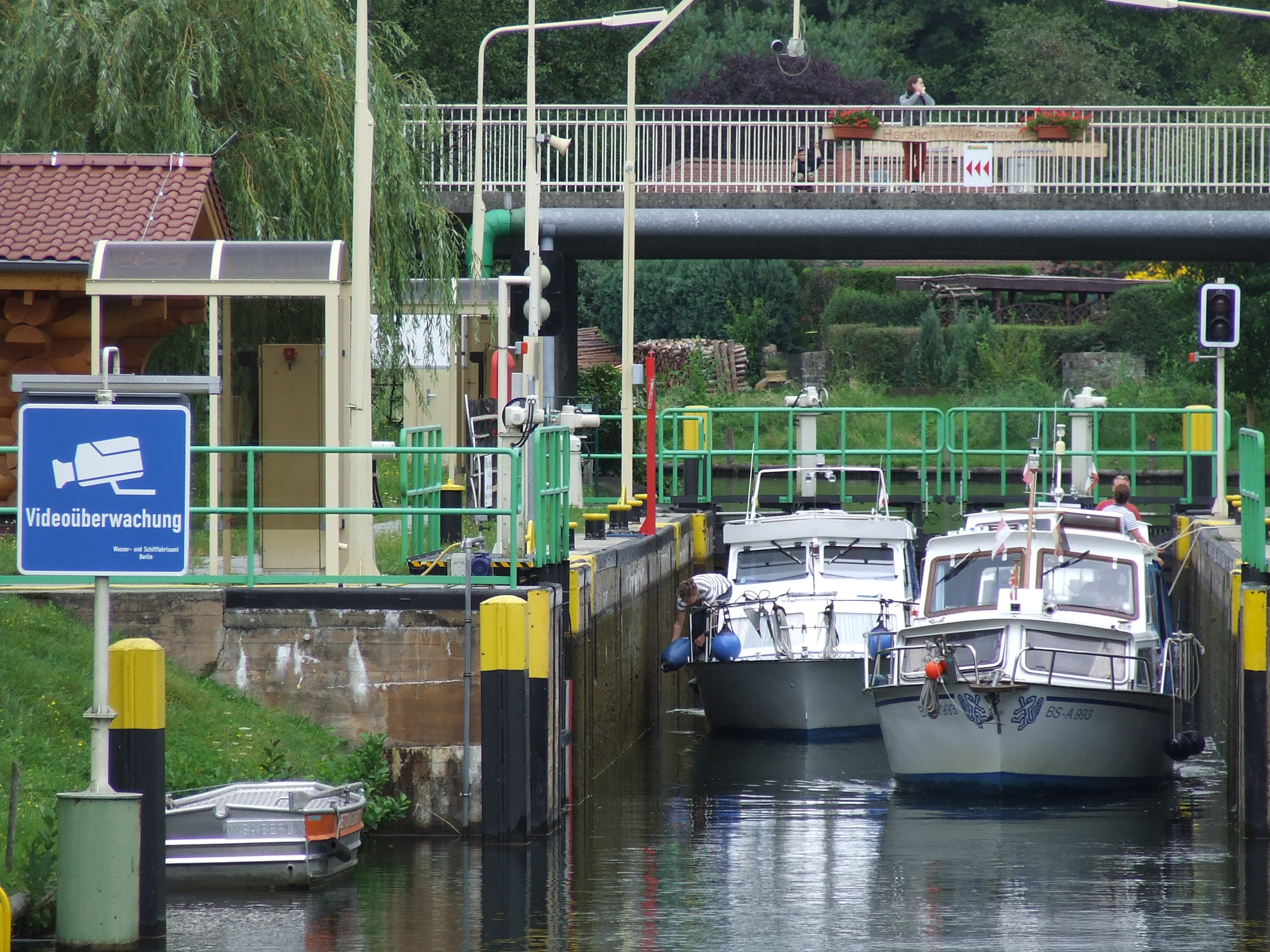
Écluse à Wendisch Rietz

Wendisch Rietz est une ville d’Allemagne de l'arrondissement d'Oder-Spree du Land du Brandebourg. Elle fait partie de la communauté de communes (de) de Amt Scharmützelsee (de).